# 片岡大右
片岡 大右（かたおか だいすけ、1974年 - ）は、日本の批評家、社会思想史・フランス文学研究者。 東京大学、早稲田大学ほか非常勤講師。
フランス革命後19世紀前半までのフランス文学・思想を専門としながらも、加藤周一研究やデヴィッド・グレーバーの翻訳紹介、幅広い分野での批評活動を行う。
評論集『批評と生きること──「十番目のミューズ」の未来』（2023年）は、グレーバー、『ゲーム・オブ・スローンズ』、『鬼滅の刃』、リュック・ボルタンスキー、ベルナルド・ベルトルッチ、小沢健二、クリスチャン・ボルタンスキーなどをめぐる論考をまとめたもの。序文において、グレーバー、加藤周一、L・ボルタンスキー等を論じながら、「批判という営みの再定義」を行っている。また、長編論考「アジアの複数性をめぐる問い──加藤周一、ホー・ツーニェン、ユク・ホイの仕事をめぐって」において、現代アジアの諸現象と諸問題に注目している。

## 経歴
東京大学大学院人文社会系研究科博士課程修了。

## 主な著書

### 単著
- 『隠遁者,野生人,蛮人──反文明的形象の系譜と近代』（知泉書館、2012年）
- 『小山田圭吾の「いじめ」はいかにつくられたか──現代の災い「インフォデミック」を考える』（集英社新書、2023年）
- 『批評と生きること──「十番目のミューズ」の未来』（晶文社、2023年）

### 共著
- 『共和国か宗教か、それとも──十九世紀フランスの光と闇』（白水社、2015年）
- 『古井由吉　文学の奇蹟』（河出書房新社、2020年）
- 『加藤周一を21世紀に引き継ぐために──加藤周一生誕百年記念国際シンポジウム講演録』（水声社、2020年）

### 訳書
- ポール・ベニシュー『作家の聖別　フランス・ロマン主義１』（共訳、水声社、2015年）
- デヴィッド・グレーバー『民主主義の非西洋起源について──「あいだ」の空間の民主主義』（以文社、2020年）